# Abbotsbury
För Abbotsbury i New South Wales, se Abbotsbury, New South Wales.
Abbotsbury är en by och en civil parish i Dorset i England. Orten har 481 invånare (2011). Byn nämndes i Domedagsboken (Domesday Book) år 1086, och kallades då Abedesberie/Abodesberie.